# Bajram Sadrijaj
Bajram Sadrijaj (ur. 10 sierpnia 1986 w Augsburgu) – niemiecki piłkarz pochodzenia kosowskiego. Jego kariera piłkarska trwała w latach 1994–2010 i 2013–2019; przerwa w karierze była spowodowana obrażeniami odniesionymi w wypadku samochodowym.